# Halowe Mistrzostwa Europy w Lekkoatletyce 2017 – skok o tyczce kobiet
Skok o tyczce kobiet – jedna z konkurencji technicznych rozgrywanych podczas halowych lekkoatletycznych mistrzostw Europy w hali Kombank Arena w Belgradzie.

## Rekordy
| Rekord świata                        | Jennifer Suhr      | 5,03 | Brockport, Stany Zjednoczone | 30 stycznia 2016(dts) |
| Rekord Europy                        | Jelena Isinbajewa  | 5,01 | Sztokholm, Szwecja           | 23 lutego 2012(dts)   |
| Rekord mistrzostw Europy             | Jelena Isinbajewa  | 4,90 | Madryt, Hiszpania            | 6 marca 2005(dts)     |
| Najlepszy wynik na świecie w sezonie | Katerina Stefanidi | 4,82 | Nowy Jork, Stany Zjednoczone | 11 stycznia 2017(dts) |
| Najlepszy wynik w Europie w sezonie  | Katerina Stefanidi | 4,82 | Nowy Jork, Stany Zjednoczone | 11 stycznia 2017(dts) |

## Terminarz
| Data    | Godzina |       |
| ------- | ------- | ----- |
| 4 marca | 18:05   | Finał |

### Finał
| Poz. | Zawodniczka        | Reprezentacja | #4,25 | #4,40 | #4,55 | #4,65 | #4,70 | #4,75 | #4,80 | #4,85 | #4,91 | Rezultat | Uwagi |
| ---- | ------------------ | ------------- | ----- | ----- | ----- | ----- | ----- | ----- | ----- | ----- | ----- | -------- | ----- |
| 01 ! | Katerina Stefanidi | Grecja        | –     | –     | xo    | o     | –     | –     | o     | o     | xxx   | 4,85     | WL    |
| 02 ! | Lisa Ryzih         | Niemcy        | –     | o     | o     | o     | o     | o     | xxx   |       |       | 4,75     | PB    |
| 03 ! | Angelica Bengtsson | Szwecja       | o     | o     | o     | xxx   |       |       |       |       |       | 4,55     |       |
| 03 ! | Maryna Kyłypko     | Ukraina       | o     | o     | o     | xxx   |       |       |       |       |       | 4,55     |       |
| 5.   | Michaela Meijer    | Szwecja       | xo    | o     | o     | xxx   |       |       |       |       |       | 4,55     |       |
| 6.   | Lisa Gunnarsson    | Szwecja       | o     | o     | xo    | xxx   |       |       |       |       |       | 4,55     |       |
| 6.   | Minna Nikkanen     | Finlandia     | o     | o     | xo    | xxx   |       |       |       |       |       | 4,55     |       |
| 8.   | Wilma Murto        | Finlandia     | o     | o     | xxx   |       |       |       |       |       |       | 4,40     |       |
| 8.   | Tina Šutej         | Słowenia      | o     | o     | xxx   |       |       |       |       |       |       | 4,40     |       |
| 10.  | Annika Roloff      | Niemcy        | xo    | o     | xxx   |       |       |       |       |       |       | 4,40     |       |
| 11.  | Angelica Moser     | Szwajcaria    | o     | xo    | xxx   |       |       |       |       |       |       | 4,40     | SB    |
| 12.  | Iryna Jakałcewicz  | Białoruś      | xo    | xo    | xxx   |       |       |       |       |       |       | 4,40     |       |
| 13.  | Romana Maláčová    | Czechy        | –     | xxo   | xxx   |       |       |       |       |       |       | 4,40     |       |